# Syberia, Monamour
Syberia, Monamour (ros. Сибирь, Монамур) – rosyjski film dramatyczny z 2011 roku w reżyserii Sława Rossa.

## Opis fabuły
Środek syberyjskiej tajgi. Wokół tylko gęsty las i dzikie zwierzęta, od których nawet ludzie niewiele się tu różnią – gotowi w każdej chwili do ataku. Leciwy dziadek jest dla sześcioletniego Lioszki (Michaił Procko) jedynym oparciem. Matka dawno zmarła, ojciec wyjechał. Mimo słabnącej nadziei na jego powrót do domu, Lioszka tęsknie go wyczekuje. Jedynym gościem w chatce bywa wuj Jurij (Siergiej Nowikow), przynoszący wieści z „reszty świata”.

## Obsada
- Piotr Zajczenko jako Iwan
- Michaił Procko jako Lioszka
- Nikołaj Kozak jako kapitan
- Sonia Ross jako Luba
- Siergiej Nowikow jako wuj Jurij
- Lidia Bajraszewska jako Anna
- Maksim Jemeljanow jako Żelezniak
- Siergiej Puskepalis jako podpułkownik